# Bredenbek
Bredenbek település Németországban, Schleswig-Holstein tartományban. Lakosainak száma 1554 fő (2023. december 31.).

## Népesség
A település népességének változása:
| Lakosok száma | 889  | 1371 | 1525 | 1520 | 1544 | 1569 | 1554 |
|               | 1975 | 2010 | 2017 | 2019 | 2021 | 2022 | 2023 |

## Bredenbek híres szülöttei
- Eric Braeden (1941) német-amerikai színész